# CMT (Brasil)
Country Music Television (CMT) foi um canal de televisão por assinatura brasileiro voltado à música country. Era a versão brasileira do canal estadunidense CMT. Foi extinto em 2001, sendo substituído pelo MC - MusicCountry.

## História
Lançado em julho de 1995, foi fruto, inicialmente, de uma parceria entre a Gaylord Entertainment Company e a TVA, braço televisivo do Grupo Abril. Como ação promocional de divulgação do novo canal, a TVA trouxe um caminhão do Texas que percorreu os estados de São Paulo, Rio de Janeiro, Paraná, Minas Gerais e Goiás.
Em 25 de março de 1996, o CMT exibiu seu primeiro programa nacional, o CMT Rodeio, produzido em parceria com a TV Rodeio. A programação do canal era composta pela exibição de videoclipes, entrevistas e apresentações com artistas nacionais e internacionais ligados aos gêneros country e sertanejo, além da cobertura de eventos correlatos, como a Festa do Peão de Barretos, e programas sobre estilo de vida e comportamento. Alguns dos programas exibidos pelo canal eram Top 12 Countdown, Cantarolando, Celebrity VJ Hour e A Hora do Cachorro Louco.
A Gaylord vendeu a matriz estadunidense para a CBS em 1997, retendo as filiais internacionais. Em 1998, a parceria de produção de programação com a TVA foi encerrada, desfazendo também a exclusividade de distribuição do canal com a operadora.
Em 1999, o canal se tornou disponível para assinantes da NET e da Sky. No final daquele ano, o diretor de programação do canal, Marcelo Coltro, anunciou mudanças na programação, abrindo espaço para novos gêneros musicais, como axé e pagode, e afirmando o CMT como um canal voltado ao estilo de vida country, não meramente uma emissora musical.
O canal encerrou suas operações em março de 2001. Em seu lugar, entrou no ar o MC - MusicCountry, canal musical generalista voltado ao público adulto.